# Carabus armeniacus
Carabus (Sphodristocarabus) armeniacus – gatunek chrząszcza z rodziny biegaczowatych i podrodziny Carabinae.
Takson ten opisany został w 1830 roku przez Carla Gustafa Mannerheima. Traktowany jest jako niezależny gatunek lub podgatunek Carabus varians. Lokalizacją typową jest Kop Dag na południe od Trabzonu.

## Rozprzestrzenienie
Chrząszcz palearktyczny. Wykazany został z północno-wschodniej Turcji (prowincje Artvin i Erzurum), Gruzji, Rosji i Iranu. W Kaukazie Większym zamieszkuje Abchazję, Kaukaz Północno-Zachodni, Osetię i Swanetię. W Kaukazie Mniejszym występuje na Nizinie Kolchidiańskiej, Górach Triletiańskich i Adżaro-Imeretiańskich. Ponadto znany z Wyżyny Armeńskiej. Z terenu Iranu odnotowany z Chorasanu.

## Systematyka
Kriżanowski i inni wyróżniają następujące podgatunki i formy tego chrząszcza:
- Carabus armeniacus armeniacus Mannerheim, 1830
  - Carabus armeniacus armeniacus f. pseudoarmeniacus Breuning, 1934
  - Carabus armeniacus armeniacus f. korbianus Ganglbauer, 1887
  - Carabus armeniacus armeniacus f. subincatenatus Kraatz, 1878
  - Carabus armeniacus armeniacus f. laevilineatus Ganglbauer, 1887
  - Carabus armeniacus armeniacus f. repletus Reitter, 1884
- Carabus armeniacus scintillus Reitter, 1884
  - Carabus armeniacus scintillus f. decoloratus Reitter, 1884
- Carabus armeniacus varians Fischer von Waldheim, 1823
  - Carabus armeniacus varians f. sieversi Ganglbauer, 1887
  - Carabus armeniacus varians f. praevarians Mandl, 1975
  - Carabus armeniacus varians f. somcheticus Mandl, 1975
- Carabus armeniacus alagoensoides Mandl, 1955
- Carabus armeniacus janthinus Ganglbauer, 1887
  - Carabus armeniacus janthinus f. ciscaucasicus Mandl, 1975
  - Carabus armeniacus janthinus f. manfredschmidi Mandl, 1975
  - Carabus armeniacus janthinus f. dvorshaki Mandl, 1975
- Carabus armeniacus rugatus Breuning, 1934
  - Carabus armeniacus rugatus f. novotnyorum Mandl, 1975

Z kolei w pracy Avgina i Cavazzutiego następujące podtaksony mają rangę podgatunków C. armeniacus:
- Carabus armeniacus armeniacus Mannerheim, 1830
- Carabus armeniacus korbianus Ganglbauer, 1887
- Carabus armeniacus pseudoarmeniacus Breuning, 1932
- Carabus armeniacus sarikamisensis Cavazzuti, 1986
- Carabus armeniacus rotundithorax Deuve, 2003
- Carabus armeniacus basilewskianus Breuning & Ruspoli, 1970
- Carabus armeniacus aabadensis Lassalle, 1990b
- Carabus armeniacus blumenthaliensis Heinz & Korge, 1967
- Carabus armeniacus alagoensoides Mandl, 1955